# Кемка (приток Березайки)
Кемка — река в России, протекает по территории Бологовского района Тверской области. Исток Кемки в озере Кафтино, устье находится правому берегу реки Березайки, в 28 км от устья последней. Длина реки составляет 19 км, площадь водосборного бассейна 783 км². Высота истока — 156 м над уровнем моря.
В бассейне реки расположено озеро Тюшинское.

## Данные водного реестра
По данным государственного водного реестра России относится к Балтийскому бассейновому округу, водохозяйственный участок реки — Мста без р. Шлина от истока до Вышневолоцкого, речной подбассейн реки — Волхов. Относится к речному бассейну реки Нева (включая бассейны рек Онежского и Ладожского озера).
Код объекта в государственном водном реестре — 01040200212102000020377.